# キラ・カアイフエ
マイカ・キラ・カアイフエ（Micah Kila Ka'aihue、1984年3月29日 - ）は、アメリカ合衆国・ハワイ州出身のプロ野球選手（一塁手）。右投げ左打ち。

## 経歴

### 高校時代
2001年、ハワイ州高校選抜チームの一員として来日している。投手、内野手として日米親善高校野球大会に出場した（中国地区を巡回）。

### ロイヤルズ時代

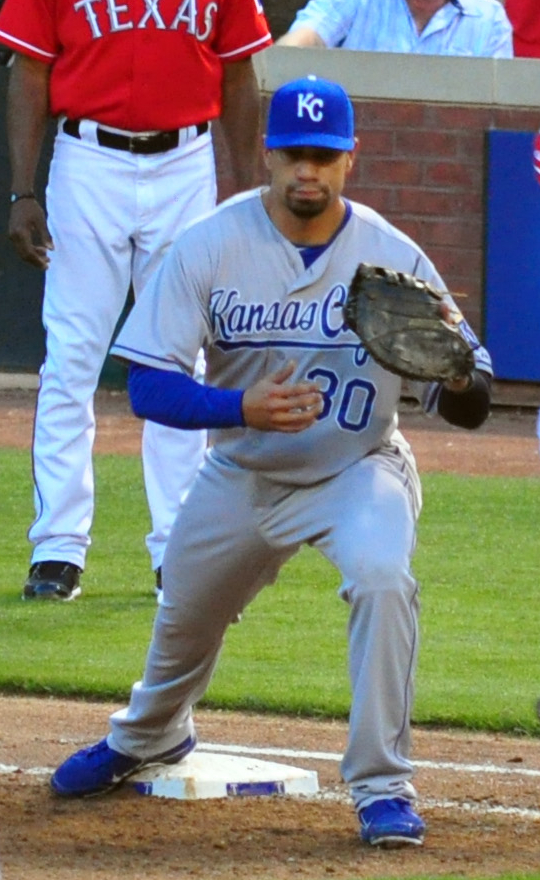
カンザスシティ・ロイヤルズ時代
(2011年4月22日)

2002年6月4日にMLBドラフト15巡目でカンザスシティ・ロイヤルズから指名を受けた。6月24日に選手契約を結び、プロ入り。同年は、ガルフ・コーストリーグのGCLロイヤルズ（ルーキー級）に所属。43試合に出場し、打率.259・3本塁打・21打点という成績を残した。
2003年は、バーリントン・ビーズ（A級）に昇格した。そこでは114試合に出場して打率こそ.238と低かったものの、11本塁打を放ち、63打点をマークした。
2004年も、引き続きビーズでプレイ。2003年より僅かに出場試合数が増え、125試合に出場した。また、打率も僅かながら上昇したが、それでも.246と、2年連続で.250以下の打率に終わった。一方で15本塁打を放ち、62打点をマークした。
2005年は、ハイデザート・マーベリックス（A+級）に所属し、132試合に出場。打率.304・20本塁打・90打点という好成績を残した。また、97三振に対して同数の97四球を選び、出塁率は.428という高い数字を残した。
2006年は、ウィチタ・ラングラーズ（AA級）でプレイして、103試合に出場。しかし、103試合で65本しかヒットを放てず、打率.199・6本塁打・45打点という低調な成績に終わった。
2007年は、ウィルミントン・ブルーロックス（A+級）で60試合に出場。2006年と比べると復調し、打率.251・9本塁打・42打点という成績をマーク。シーズン途中でラングラーズに再昇格し、70試合で打率こそ.246だったが、12本塁打・40打点という成績を残し、2005年に20本塁打を記録して以来、2年ぶりの20本塁打を記録した。
2008年は、ノースウェスト・アーカンサスナチュラルズ（AA級）で91試合に出場。打率.314・26本塁打・79打点と2007年までとは比べものにならないペースで打ちまくった。また、91試合で80四球を選んだのに対して、喫した三振は41個。その為、出塁率は.463という高い数字だった。その後、好調の影響でオマハ・ロイヤルズ（AAA級）に昇格したが、ここでも勢いは衰えず、33試合の出場で打率.316・11本塁打・21打点という成績を残した。結局2008年は、AA級とAAA級の2チームで計124試合に出場し、打率.314・37本塁打・100打点というハイレベルな成績を記録した。そして、9月のロースター拡大に伴って、メジャーリーグに昇格。9月4日にメジャーデビューを果たした。メジャーリーグでは12試合に出場しただけだったが、打率.286という数字を記録し、メジャー昇格1年目で本塁打も放った。
2009年は、メジャーでの出場は無かった。
2010年には、メジャーで、8本塁打を放った。
2011年は、エリック・ホズマーの台頭もあり、控えに回された。9月21日にDFAとなる。

### アスレチックス時代

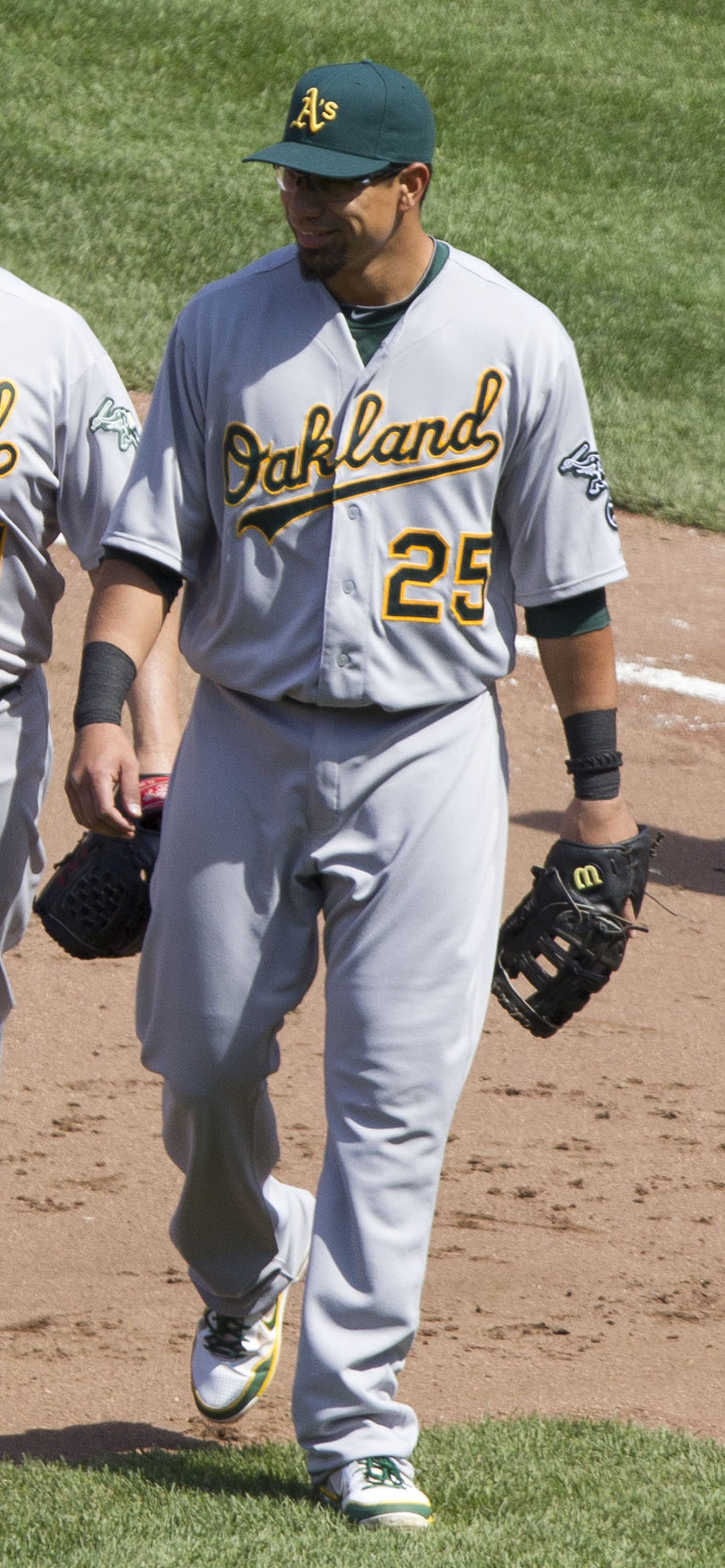
オークランド・アスレチックス時代

2011年9月27日にオークランド・アスレチックスへトレードされた。
2012年はマリナーズと東京の東京ドームで開催されたMLB日本開幕戦のメンバーとして訪日している。6月6日にDFAになる。

### ダイヤモンドバックス時代
2012年11月21日にアリゾナ・ダイヤモンドバックスとマイナー契約を結ぶ。
2013年は3Aで53試合に出場し、打率313、16本塁打、50打点の成績を残した。

### 広島時代
2013年6月11日、広島東洋カープと契約合意した事が球団から発表された。キラの入団により、広島は外国人選手が7人という異例の事態となった（ドラフトを経ているため申成鉉は日本人選手扱い）。背番号は13に決まった。登録名はファーストネームまで含んだ「キラ・カアイフエ」。
入団後しばらくは二軍生活だったが、7月9日に一軍昇格し、同日のDeNA戦で「5番・一塁」でスタメン出場し、第3打席でNPB第1号本塁打を放つ。翌10日には「3番・一塁」でスタメン出場し第1打席で2試合連続となる本塁打を放ち、さらに翌11日の試合では2本の本塁打を放つなど、このDeNAとの3連戦だけで10打数5安打、4本塁打、10打点、打率.500という驚異的な成績を残した。後半戦から一軍のクリーンナップに定着した当シーズンは、途中加入ながら14本塁打45打点をマークする活躍を見せ、カープとしては16年ぶりのAクラス入りに大きく貢献した。
2014年は同じく助っ人のブラッド・エルドレッドとともに打線の軸として期待された。開幕からまずまずの結果を出し、オールスターゲームにも初めて選出された。しかし、シーズン中盤から故障などもあって、成績が徐々に下降し、更に負傷離脱の間に一軍で活躍したライネル・ロサリオの台頭によって外国人枠から弾き出され、後半戦は大きく出場機会を減らした。最終的には88試合の出場で打率.257、本塁打11本、40打点と、1シーズン在籍しながら打撃成績を軒並み昨年より落とした。12月2日、自由契約公示された。

### 広島退団後
2015年1月18日に、ワシントン・ナショナルズとマイナー契約を結んだ。スプリングトレーニングには招待選手として出場した。5月24日にFAとなる。6月18日にマイアミ・マーリンズとマイナー契約を結んだ。

### 現役引退後
2017年、ハワイにあるヘンリー・J・カイザー・ハイスクール野球部のコーチに就任し、2020年まで務めた。
2021年にはハワイ大学野球部のコーチに就任した。

## 選手としての特徴
マイナーリーグ時代には12シーズン中、2ケタ本塁打を10度、うち20本塁打以上を4度記録しているパワーが持ち味。また、選球眼に優れており、マイナーリーグでは通算871三振に対して812四球を記録し、通算打率.268ながら通算出塁率.391という高い数字を残している。NPBでも2013年は打率.259だが出塁率.362で1割以上高かった。

## 人物
弟のカラ・カアイフエは、元マイナーリーガーで、父親も元マイナーリーガーである。
応援歌の原曲はハワイ民謡の「Ta-Hu-Wa-Hu-Wai（タフアフアイ）」。

## 詳細情報

### 年度別打撃成績
| 年 度    | 球 団    | 試 合 | 打 席 | 打 数 | 得 点 | 安 打 | 二 塁 打 | 三 塁 打 | 本 塁 打 | 塁 打 | 打 点 | 盗 塁 | 盗 塁 死 | 犠 打 | 犠 飛 | 四 球 | 敬 遠 | 死 球 | 三 振 | 併 殺 打 | 打 率 | 出 塁 率 | 長 打 率 | O P S |
| -------- | -------- | ----- | ----- | ----- | ----- | ----- | -------- | -------- | -------- | ----- | ----- | ----- | -------- | ----- | ----- | ----- | ----- | ----- | ----- | -------- | ----- | -------- | -------- | ----- |
| 2008     | KC       | 12    | 24    | 21    | 4     | 6     | 0        | 0        | 1        | 9     | 1     | 0     | 0        | 0     | 0     | 3     | 0     | 0     | 2     | 0        | .286  | .375     | .429     | .804  |
| 2010     | KC       | 52    | 206   | 180   | 22    | 39    | 6        | 1        | 8        | 71    | 25    | 0     | 1        | 1     | 1     | 24    | 2     | 0     | 39    | 5        | .217  | .307     | .394     | .702  |
| 2011     | KC       | 23    | 96    | 82    | 6     | 16    | 4        | 0        | 2        | 26    | 6     | 0     | 0        | 1     | 1     | 12    | 0     | 0     | 26    | 3        | .195  | .295     | .317     | .612  |
| 2012     | OAK      | 39    | 139   | 128   | 13    | 30    | 9        | 0        | 4        | 51    | 14    | 1     | 0        | 0     | 0     | 10    | 0     | 1     | 28    | 6        | .234  | .295     | .398     | .693  |
| 2013     | 広島     | 66    | 265   | 224   | 31    | 58    | 7        | 0        | 14       | 107   | 45    | 0     | 0        | 0     | 3     | 36    | 0     | 2     | 65    | 2        | .259  | .362     | .478     | .840  |
| 2014     | 広島     | 88    | 335   | 288   | 25    | 74    | 13       | 0        | 11       | 120   | 40    | 0     | 0        | 0     | 2     | 41    | 0     | 4     | 85    | 4        | .257  | .355     | .417     | .772  |
| MLB：4年 | MLB：4年 | 126   | 465   | 411   | 45    | 91    | 19       | 1        | 15       | 157   | 46    | 1     | 1        | 2     | 2     | 49    | 2     | 1     | 95    | 14       | .221  | .305     | .382     | .687  |
| NPB：2年 | NPB：2年 | 154   | 600   | 512   | 56    | 132   | 20       | 0        | 25       | 227   | 85    | 0     | 0        | 0     | 5     | 77    | 0     | 6     | 150   | 6        | .258  | .358     | .443     | .805  |

### 年度別守備成績
| 年 度 | 一塁  | 一塁  | 一塁  | 一塁  | 一塁  | 一塁     |
| 年 度 | 試 合 | 刺 殺 | 補 殺 | 失 策 | 併 殺 | 守 備 率 |
| ----- | ----- | ----- | ----- | ----- | ----- | -------- |
| 2013  | 63    | 498   | 45    | 7     | 52    | .987     |
| 2014  | 75    | 592   | 32    | 8     | 56    | .987     |
| 通算  | 138   | 1090  | 77    | 15    | 108   | .987     |

### 記録
NPB
- 初出場・初先発出場：2013年7月9日、対横浜DeNAベイスターズ10回戦（横浜スタジアム）、5番・一塁手で先発出場
- 初打席：同上、2回表に三嶋一輝から四球
- 初安打・初本塁打・初打点：同上、6回表に三嶋一輝から中越ソロ

NPBその他の記録
- NPB初戦から3試合連続本塁打：2013年7月9日～11日　※プロ野球記録
- NPB3試合までに4本塁打：2013年7月9日～11日　※史上3人目
- オールスターゲーム出場：1回（2014年）

### 背番号
- 25 （2008年、2010年、2012年）
- 30 （2011年）
- 13 （2013年 - 2014年）